# Södra Gåsklobben
Södra Gåsklobben är en ö i Finland. Den ligger i Skärgårdshavet och i kommunen Pargas i den ekonomiska regionen  Åboland i landskapet Egentliga Finland, i den sydvästra delen av landet. Ön ligger omkring 43 kilometer väster om Åbo och omkring 190 kilometer väster om Helsingfors.
Öns area är 1,5 hektar och dess största längd är 180 meter i nord-sydlig riktning. Närmaste större samhälle är Tövsala, 16,3 km nordost om Södra Gåsklobben.